# Coleophora ardeaepennella
Coleophora ardeaepennella é uma espécie de mariposa do gênero Coleophora pertencente à família Coleophoridae.